# Maciço do Taillefer
O Maciço do Taillefer  (em francês:   Massif du Taillefer) é um maciço que faz parte dos Alpes Ocidentais na sua secção dos Alpes do Dauphiné e se encontra no departamento francês de Isère. O ponto mais alto é o Taillefer com 2857 m.

## Situação
Composta por rocha metamórfica e rocha sedimentar está rodeado a nordeste pelos Grandes Rousses, a Sul pelo  Maciço do Dévoluy, e a Leste pelo Maciço do Vercors.

## SOIUSA
A Subdivisão Orográfica Internacional Unificada do Sistema Alpino (SOIUSA) criada em 2005, dividiu os Alpes em duas grandes partes:Alpes Ocidentais e Alpes Orientais, separados pela linha formada pelo  Rio Reno - Passo de Spluga - Lago de Como - Lago de Lecco.
Os Alpes das Grandes Rousses e Agulha de Arves, com a Cordilheira de Belledonne, o Maciço des Écrins, o Maciço do Taillefer, o Maciço do Champsaur, o Maciço de Embrunais, e o Montes orientais de Gap formam os Alpes do Delfinado.

### Classificação SOIUSA
Segundo a SOIUSA este acidente orográfico chama-se maciço do Taillefer e é uma subsecção alpina  com a seguinte classificação:
- Parte = Alpes Ocidentais
- Grande sector alpino = Alpes Ocidentais-Sul
- Secção alpina = Alpes do Delfinado
- Sub-secção alpina = Maciço do Taillefer
- Código = I/A-5.IV

## Imagem

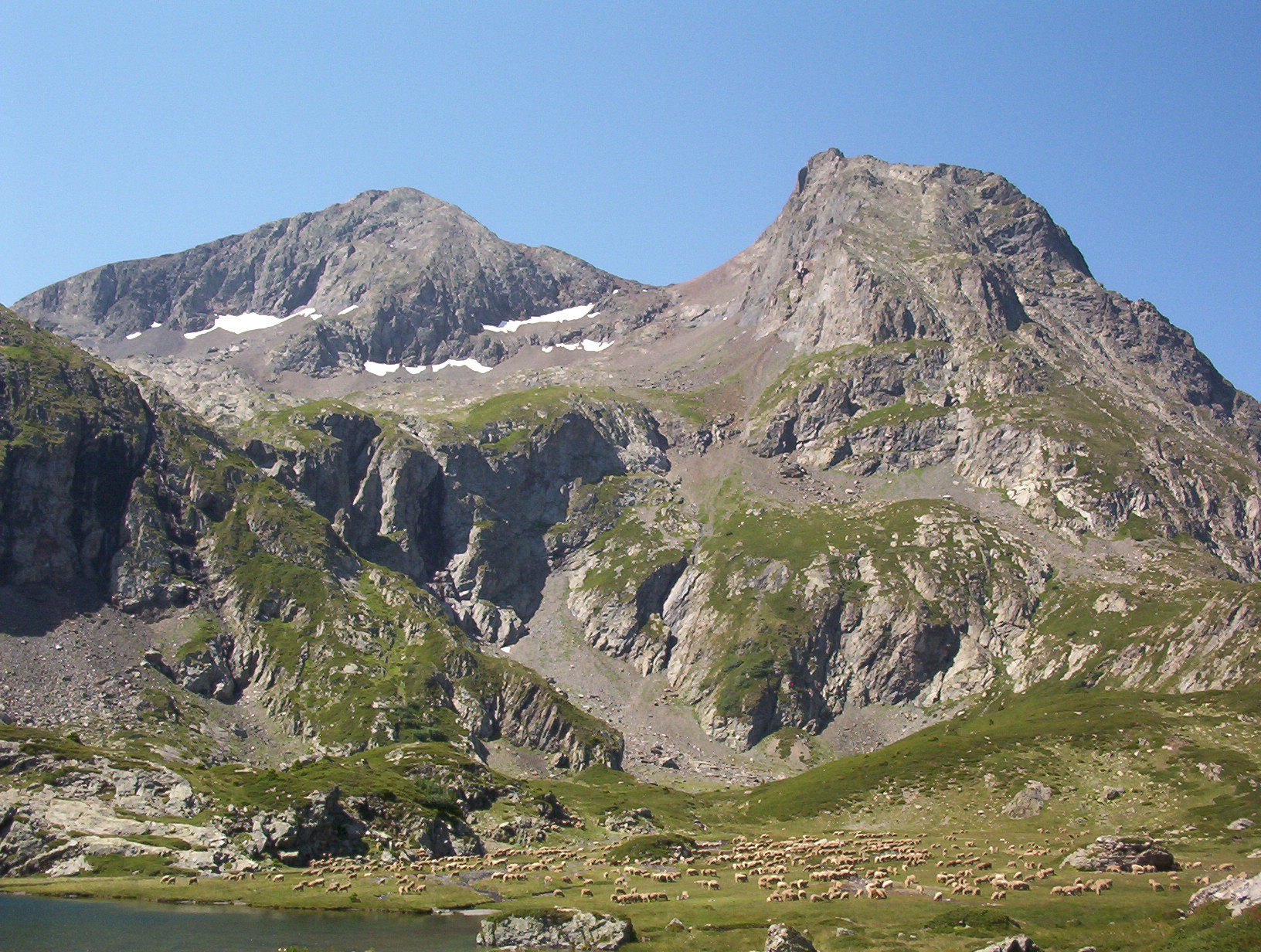
A Taillefer e o seu lago